# حب المزاح (مسلسل)
حب المزاح مسلسل مغربي إنتاج التلفزيون المغربي سنة 1999. من بطولة: مجيدة بنكيران , صلاح الدين بنموسى , أحمد الناجي , عبدالله العمراني , المحجوب الراجي.